# デモンゲイズ
『デモンゲイズ』（DEMON GAZE）は、角川ゲームスから2013年1月24日に発売されたPlayStation Vita用ソフト。

## 概要
本作は、エクスペリエンスが角川ゲームスとともに立ち上げた構想「DRPG Progress」のもと、ダンジョンRPGの難しいところをわかりやすくして世間に広める目的で開発された3DダンジョンRPGであり、エクスペリエンスが開発したゲーム『円卓の生徒』と世界観を共有している。
数ある「Wizardry」派生シリーズの中での特徴として、倒したデモンを「魔眼」で捕らえ、以降は配下として使いこなすというのが最大の特徴。戦闘中の「デモン化」によりパーティを能力強化したり特殊能力を使うなどといった要素がある。こうした仕様のため「主人公は左右の瞳の色が異なる」という特徴がある。
武器屋・道具屋などの施設がある竜姫亭を拠点に、パーティを組んでダンジョンへ挑戦し、ボスキャラクター「デモン」を撃破することがゲームの目的である。
本作には「下着も装備として入手することができ、登場人物たちの下着がレアアイテムとして登場する」等といったお色気要素が含まれている。
2016年9月29日には続編となる『デモンゲイズ2』が発売されたほか、2016年10月21日のアップデートで配信された同作のエクストラコンテンツ「柳生斬魔録 コール・オブ・ザ・グリモダール」では、本作の舞台である竜姫亭で起きた騒動を描いている。
2021年9月2日に第1作のPlayStation 4/Nintendo Switch移植版となる『デモンゲイズ エクストラ』が発売。
2022年5月より、Dragami Gamesが角川ゲームスから本シリーズに関する権利を引き継いでいる。

## システム
キャラクターメイキング
好きな種族・姿・声・クラス・名前を設定でき、クラスと種族以外は後から変更できる。主人公は仲間とともに竜姫亭に住まう。ダンジョンから戻ると、住人の人数と強さに見合った家賃を全室分一度に請求される。
エクスペリエンス製DRPGの中では珍しく、参戦枠の追加とキャラの登録が有料。最初は主人公を含めて2枠しかなく、最大5枠。郊外に住まわせる形でサブメンバーを登録しておくこともできる。
サブクラスがない代わりに神器というアイテムが設定されており、これを装着することで決まったスキルを習得することができる（スペルは複数個で1セット）。神器の装着枠は各キャラ5枠だが、ユニークアイテムであるため1周につき各種1つずつしか入手できない。
戦闘メンバーが5人になったからか、前衛と後衛のバランスを自由に設定できるようになった。前衛に防御すると後衛を高確率でかばうスキルを持つパラディン（＋高性能農具＆強制回避スキルのパリィなど）だけを配置することで全体のダメージを大幅に抑えたり、と言ったことができる。
サークル
本作では戦闘・探索で得られるアイテムが価値の低いものに設定されている代わりに、ダンジョンの各地に点在する「サークル」を利用することで効率的に価値の高いアイテムを収集できるようになっている。「円卓の生徒」「剣の街の異邦人」にあった待ち伏せと同じシステムだが、最初に任意の種類を指定できるためやりやすい。
具体的には、サークル専用アイテム「ジェム」を使用することで戦闘を強制的に発生させ、それに勝利すると使用ジェム数に応じて価値の高いアイテムを入手できる。例えば、「剣のジェム」を2つ使用すれば剣系の武器が2つ手に入る。
ジェムには他にも別のジェムと組み合わせることで敵の強さを底上げしたりドロップ数を増やしたりするものがあるが、通常のものと比べると貴重で高価。
ドロップするアイテムは敵の強さとパーティの平均レベルに比例して価値が上昇する。
サークルは最初は紫色の禍々しいシンボルだが、一度勝利し「制圧」することで緑色のシンボルへと変化する。緑のサークルではデモンの鍵の変更やセーブ＆ロードもできる。この制圧によってボスであるデモンが出現するようになるため、ストーリー進行のためにも重要。
一度戦闘を終えた（未制圧の場合は勝利時のみ）サークルは灰色となって再度の戦闘が不可になる。戦闘不可になったサークルは、一度竜姫亭に戻ることで復活する。
上記の通り、ユニークアイテムは1周につき1つしか入手できない。
デモン
エリアボスにして、従来のパーティ系スキル担当兼召喚獣のような存在。
サークルを制圧していくとランダムで通常形態が出現する。出現率は制圧するに比例して増加し、一度撃破すれば再出現はしない。
エリア内に存在するすべてのサークルを制圧することで、エリアボスとして暴走形態が特定のポイントに出現する。これを倒すことで魂を捕獲し、いくつかのイベントを経てそのデモンを使役する鍵が入手できる。通常形態・暴走形態ともに撃破すると非常に貴重な「神器のジェム」が入手できる。
鍵を得たデモンは最大3つまで装備することができる。装備数は主人公のレベルが10の倍数になるごとに増える。装備中はそのデモンを召喚したり特殊な能力を使用できる他、特定の常駐効果を得ることができる。各能力はデモンのランクアップによって強化される。
戦闘中に増加するデモンゲージを消費することでダメージを低減したり特殊な攻撃を放ったりできる。攻撃効果以外は他のキャラも行動可能。
戦闘に参加させることもできるが、HPが切れると離脱してしまう。また、召喚中はデモンゲージが減少していき、0になると暴走して味方にまで攻撃し始めるのでクローズデモンで戻す必要がある。
ゲイザーメモ
ダンジョンで特定のアイテムを使用することにより、あらかじめ用意された語句からいくつかを選ぶという形で、他ユーザーと共有する文章「ゲイザーメモ」を作成して残すことができる。また、他ユーザーの残したゲイザーメモを確認することもでき、メモから戦闘や探索の助けになる情報を得ることができる。
ただし、どちらの機能もPlayStation VitaをPSNに接続させなければ利用できない。

## ストーリー
見知らぬ地下牢獄で目を覚ました青年は、自分と同様に牢獄へ閉じ込められていた「デモン」と呼ばれる凶悪な半機械生命体に襲われるも、その場に居合わせた賞金稼ぎローナの助けによってそれを退け、その魂を捕らえる。
青年はデモンの魂を瞳に封じ込むことができる「魔眼（デモンゲイズ）」の持ち主であったが、自分が何者でなぜ牢獄に囚われていたのか、なぜこの力を使えるのかを覚えていなかった。行き場のない青年に、ローナは少女フランが経営する「竜姫亭」で賞金稼ぎとして働くことを提案する。青年は提案を受け入れ、各地を荒らすデモンを退治しながら自分の記憶を探っていく。

## 登場人物

### 主人公
オズ
本作の主人公。名前と容姿の変更は可能である。竜姫亭の地下牢獄に囚われていた記憶喪失の青年。魔眼の所有者でありデモンの魂を捕らえて使役できるが、なぜこの能力を使えるのかは本人も分かっていない。ローナの後継者としてデモン狩りに勤しみ、宿の住人達と絆を深めていく。
種族はヒューマン、クラスはデモンゲイザーで固定。

### 竜姫亭の住人達
フラン・ペンドール
声 - 早見沙織
「竜姫亭」の女主人。父親に自分の力を証明するために一人で宿を経営している。
主人公の住み込みをデモンの魂を条件に認める。人柄は良いが、お金にうるさく一部の知識・価値観が一般のそれとずれている。吐息が炎になるなど魔法めいた不思議な力を使い、魔物がうろつく危険なダンジョンの奥地にも豪奢な鎧で武装して乗り込むなど、謎多き人物。
オズに対して好意を持っており、他の女性と仲良くしていると不機嫌になる。
ランスローナ・ベオウルフ
声 - 田中敦子
ヒューマン族。賞金稼ぎの女性。今は一線を退いているものの、面倒見の良さで周囲の人間から慕われている。主人公の魔眼に似た「邪眼」の所有者で、彼女もまたデモンを倒すことのできる力を持つ。しかし現在、邪眼の力は失われている。
自分に代わってデモンに挑む主人公のために、戦闘の基礎やデモンの領域を探索するための術を教える。
中盤、プロメスですら蘇生不可能なほど完全に死亡してしまう。
ピーネ
声 - 沼倉愛美
ネイ族。竜姫亭の住み込み使用人。宿の雑用全般をフランに代わってこなしている。重度の匂いフェチで、特に「黒く光るキノコ」を嗅ぐのがお気に入り。フランが大好き。
ダンジョンで発見できる「黒く光るキノコ」を彼女に渡すと、特定のアイテムと交換してもらえる。
ルゥ・ルナーク
声 - 田村ゆかり
竜姫亭をよく訪れる幼い賞金稼ぎ。小柄だが腕は一流で、他の賞金稼ぎ達からも一目置かれている。口が悪く他人を見下しているような言動が目立つ。料理が得意。
カッスル・グロンダイク
声 - 新垣樽助
ヒューマン族。竜姫亭の一室で武器屋を経営する青年。口は悪いが、面倒見の良い兄貴分である。レゼルムとは喧嘩友達で、彼が落ち込んだ際は慰める一面も見せる。
とあるペンダントを大事にしている。
レゼルム・ランティール
声 - 遠野志貴
エルフ族。竜姫亭の一室で道具屋を経営する。お調子者なため周囲をよくトラブルに巻き込む。カッスルとは喧嘩友達である。ふんどし派。
プロメス
声 - 秋奈
竜姫亭の地下で葬儀屋を経営する少女。恥じらいが薄く半裸で出歩くことがしばしばある。口癖は「胸キュンです」。
ダンジョンで発見できる「魂のドクロ」を彼女に渡すと、特定のアイテムと交換してもらえる。どうやら過去作に登場した誰かの物らしい。
ククレ
声 - 田村マミ
ミグミィ族の青年で、竜姫亭の脱衣所で美容院を経営している。女性の尻にこだわりを持っている。
バッツ、ジグ、モーリ
竜姫亭をよく訪れる賞金稼ぎたち。下宿するほど稼げないため普段は大広間で飲んだくれている。主人公を魔眼のダンナ／アニキと呼び慕う。

### 魔物
大天使ソル
かつて世界に災いをもたらした邪悪な存在。現在は封印されているが、眷属であるデモン達によって大陸各地に魔物を発生させる原因となっている。かつては光の精霊神の腹心だったが、闇に魅せられて堕ちた。作中で見ることができる姿は、腕の生えた岩山に歯車のような眼を持った存在。 直属のデモンやモンスターはソルからソルゲイズの力を借り受けている。
シャーク教団
「シャーク様」なる神を信奉するシャークドール達。主人公を救済者だと見込み、神の復活に協力を依頼して来る。魔物ではあるが人間に敵意は無いようで、ソルを倒そうとする主人公達にも助力をする。「〜ですか」が「〜でフカ」になったりサメに引っ掛けた単語を強調するなど特徴的な話し方をする。
シャーク様
シャーク教団が信奉する新しく生まれた神。その姿はエイそのもの。
喋ることはないが、神に祭り上げられた魔物や生物という訳ではなく、正しく神。曰く、世界はすでに光と闇の精霊神は忘れ去られつつあるらしい。

### デモン
領域の支配者である半機械生命体。各ダンジョンには1体以上のデモンが配置されている。鍵となったデモンを連れ歩くことで戦闘や探索に有利な効果を得ることができる。いずれのデモンも平常時は身体のどこかに鎖が巻かれており、暴走形態時において解放されて多くは封じられた武器を解放して襲ってくる。また、通常時は球体関節を持った人形であるが、暴走時は人間のような肉体を持つようになる。各デモンたちの名前はおおむねギリシア神話とそれをベースにアレンジを加えたローマ神話の神の名に由来している。ちなみに、その姿はGENERATION XTHに登場した真麻やそのプロトタイプによく似ている他、その活動エリアで登場していた「ガーボ」によく似た人形形モンスターが登場するが関係は不明。
コメット
眼鏡をかけた魔法少女の姿をした「流星」のデモン。封印個所は本。生まれたばかりのデモンで、自分の力を制御しきれていない。暴走時には人狼のような姿になる。
回復・補助魔法に長け、連れ歩くとアイテムドロップ率の上昇・隠し扉の発見などの恩恵を受けられる。
マルス
竜の意匠を持った「竜人」のデモン。封印個所は左腕。非常に好戦的な性格をしており、炎とチェーンソーを操る。暴走時は燃え盛る炎に身を包んだ竜人となる。
物理攻撃に長け、連れ歩くと物理攻撃力の上昇の恩恵を受けられる。高い攻撃力を持つが、耐久力が低い。
クロノス
両肩に盾を装備した「鉄人」のデモン。封印個所は盾。のんびりとした性格をしているが、自らの守る墓所を荒らす者には容赦しない。「どっせい」が口癖。暴走時は牛の角を模した仮面を着け、6枚の盾を開放する。
HPと物理防御に長け、連れ歩くと物理防御力の上昇・ダメージ床無効化などの恩恵を受けられる。
ヘルメス
飛行士のような恰好の「翼人」のデモン。封印個所はカタール。飛行機乗りのような格好をしており、自身のスピードを誇るあまり地を這う者達を嘲笑する性格の悪さを見せる。その為、森の住人達からは嫌われているらしい。暴走時はカタールに似た武器を開放する。
素早さと物理攻撃に長け、連れ歩くと命中および回避の上昇・不意打ち無効化などの恩恵を受けられる。デモンスキルによって相手より先に行動することができる。
ネプトゥヌス
注射器のような銃を持った「人魚」のデモン。封印個所は銃。慈愛に満ちた性格だが、その愛はソルに向けられている。暴走時には尾びれが人間の足に変化する。
回復魔法に長け、連れ歩くと最大HPの上昇の恩恵を受けられる。デモンスキルのヒールシャワーは解除されない限り毎ターンHPを割合回復するため、持久戦においては便利。
ユピテル
包帯を巻いた「鬼人」のデモン。封印個所は鉄棍。フードを被り、右目に包帯を巻いている少女の姿を取るが、病的なまでのサディズムを発揮する異常な性格である。暴走時は金棒や太鼓など雷神を思わせる風貌になる。
致命の攻撃に長け、連れ歩くとダメージ壁無効化の恩恵を受けられる。
ヴィーナス
女神の姿をした「黄金」のデモン。封印個所は腕輪。踊り子のような露出の高い格好と、自身の美しさを賛美する自己愛が特徴で、自分以外の者全てを「ゴキブリ」と呼んで見下す。暴走時はヴィーナスの誕生を模したように巨大な手に包まれる。
特筆すべき能力はないが、連れ歩くと獲得金額および獲得経験値の上昇の恩恵を受けられる。
アストロ
紳士の姿をした「魔人」のデモン。封印個所は右腕と一体になった銃。セミロングの美男子で、現在はどこかに篭って魔力の研鑽を重ねている。暴走時は長大な魔砲を開放する。
攻撃魔法に長け、連れ歩くと最大MPの上昇の恩恵を受けられる。デモンスキルの魔法威力上昇は、プルトの常駐効果など他のパッシブ効果と重複するため、組み合わせるとすさまじい威力の魔法を放つことができる。
ウラヌス
翼をたたえた「天使」のデモン。封印個所は右腕と一体になった槍。プルトとは対照的に鎧を着込み清廉な言動を取る。正義や秩序を絶対とするが、その基準は歪である。暴走時は槍を開放しより神々しい姿となる。
物理攻撃と物理防御に長け、連れ歩くと魔法防御および命中の上昇の恩恵を受けられる。
プルト
蠱惑な振る舞いの「悪魔」のデモン。封印個所は鉤爪状の左腕。蠱惑的な美女で主人公をも誘惑するが、その本性は残虐なデモンのそれである。暴走時は蝶に包まれた夜魔の姿を取る。
物理攻撃と魔法攻撃に長け、連れ歩くと魔法威力および回避の上昇の恩恵を受けられる。
テラ
人間を元に生み出された、ソル直属のデモン。その為、ソルゲイズの力を持つ。
フランから依頼を受けたランスローナと対決し、邪眼の力と引き換えに打倒される。その戦いの最中に人間としての意識が芽生えており、フランの元で生まれ変わった。
主人公の正体。魔物の襲撃から竜姫亭を守った宴の晩、密かにルルからソルゲイズを受けていたことでテラとしての属性が強くなってしまい、暴走を起こしてランスローナを殺してしまうも、再び邪眼の力によってデモンの力は封じられる。
ルナ
テラの後任として創り出されたソル直属デモンで、ソルの封印を解く「ソルの大鍵」を見つけ出そうとしている。
最終的に鍵を見つけられなかったが、代わりに己を代償としてソルの復活に成功する。
ルルの正体であり、その体は元々カッスルの母親であり、汚い口調も彼女に由来する。盗賊であり、かつてカッスルとともにグリモダール城に忍び込んだ際、迂闊にもソルの大鍵の封印を解いてしまい、デモン活性化を招いた。カッスルに鍵を託して逃がすも、自身は異変に巻き込まれて消え去ってしまった。
カッスルがグリモダール城で活動するのはこれらが理由であり、途中からルルが母親の体の何かであることは薄々勘付いていた。実は大事にしていたペンダントは、エーテル圧搾機で加工したソルの大鍵。最終盤、ソル封印のために作り直されるも再々構成の影響で完全な封印とはならなかったが、ソルの力を大幅に制限することには成功した。
クェーサー
空の彼方から現れた異質なデモンであり、両手に銀河らしきものを持つ。
その正体は『剣の街の異邦人』で宇宙へと追放されたルキフェルであり、本作の周回プレイは一つの時間軸では何度倒しても復活する彼を封じるために行われる。
エリス
巫女の姿をした「和」のデモン。ソル討伐後に出現するデモンで、主人公がクェーサーと戦える資格があるのかを見定めるために現れた。

### 『エクストラ』新規追加キャラクター
ベルガー
『エクストラ』にのみ登場する錬金術師。故人。天涯孤独の身であったが、空から落ちてきた謎の機械人形のクリスとクレアを見つけ養子として迎える。
クリス、クレア
『エクストラ』にのみ登場する謎の機械人形の双子。ある理由から、主人公達と行動を共にする事になる。パーティーは二人一組で構成されている。
種族は不明、クラスはマキナで固定。

## 種族
6つの種族が存在し、それぞれで初期ステータスが異なる。主人公の種族はヒューマン、クリスとクレアの種族は不明で固定されている。
ヒューマン
平均的なステータスを持ち、あらゆるクラスに対応して言うr。
エルフ
INTに特化したステータスを持つ。ウィザードに向いている。
ドワーフ
STRとVITに特化したステータスを持つ。ファイターやナイトに向いている。
ミグミィ
MYSに特化したステータスを持つ。ヒーラーに向いている。
ネイ
AGIに特化したステータスを持つ。アサシンやサムライに向いている。
不明
『エクストラ』にのみ登場するクリスとクレアの専用種族。

## クラス
9つのクラスが存在し、それぞれで習得スキルが異なる。主人公のクラスはデモンゲイザー、クリスとクレアのクラスはマキナで固定されている。
デモンゲイザー
主人公専用クラス。魔眼（デモンゲイズ）を持つ者。専用コマンド「デモン」を使用できる。
デモンのHPを回復させたりできる他、専用スキルとしてデモンを任意に暴走させて戦闘力を強化できる。また、自身の射程無限化の能力を持つ。
ファイター
単体攻撃を得意とする前衛職。重い武器を扱うことができ、強力な物理攻撃を持つ他、確率で致死ダメージに耐えることができる。
パラディン
高い防御力によって、敵の攻撃から味方を護る前衛職。
本作ではパラディンのみ前衛にすることが可能で、防御させることで後衛へのガードを発生させやすくなる効果との相性が良好。
サムライ
列攻撃を得意とする前衛職。自身がやられる危険度が大幅に増すが、射程内の敵1体と交互に攻撃を繰り返すスキルを持つ。
レンジャー
遠距離攻撃を得意とする後衛職。威力が低下するが3連射を叩き込める技や本来一度使うと解除されてしまう「集中」を被弾するまで継続することができるスキルを持つ。
上記の3連射スキルはテキストに「威力と命中率が若干下がる」となっているが、実際には「威力が大幅に下がる（0.6倍）」である。
アサシン
高い回避力によって、敵の攻撃から味方を護る前衛職。また、隠れることで強力なスキルを発動できる他、確率であらゆる攻撃を回避することができる。
ウィザード
魔法による列・全体攻撃を得意とする後衛職。いくつかのスペルを2連続で使用するスキルを持つ。
魔法が使用できない水中では戦力にならないが、敵一列にいくらかのダメージを与えるウィザーボルトというスキルだけは使用可能。
ヒーラー
回復・補助を得意とする後衛職。また、MYSの値に応じてMPを回復できるスキルを持つ。
同じく水中においては攻撃を多少防ぐホーリーウォールというスキルだけは使用可能。
マキナ
『エクストラ』にのみ登場するクリスとクレアの専用クラス。専用のスキルを持つ他、神器を最大10個まで装備可能。

## 製作
ゲーム作りの出発点になったのは、「『めぞん一刻』や『ラブひな』などの漫画にみられる主人公たちが下宿で愛と青春に満ちた共同生活をするという世界観をゲームにしたいという思いである」とエクスペリエンスの千頭元と安宅元也は語っている。その一方、2人は「幅広いユーザーにダンジョンRPGを楽しんでもらうために見た目を親しみやすくしながらもゲームを進めるにつれてストーリーがハードになっていく展開にした」とも話している。デモンのデザインは能力に応じたものとなった。

## 漫画版
『電撃マオウ』2013年12月号より2015年2月号まで連載。作画：くろの、協力：川辺ケイン。

## 反響

### 売り上げ
日本では、発売から1週間でパッケージ版が25,316枚売り出され、2013年2月半ばにおける小売店での売り上げは47,993枚に達した 。
日本のPlayStation Networkの2013年のダウンロード売り上げランキングは総合部門で第9位、PS Vita部門で6位を記録した
角川ゲームスの発表によると、2014年4月までの全世界における累計販売数がパッケージ版とダウンロード版を合わせて180,000枚であり、2014年7月の時点では200,000枚に達した。

### 評価
本作は、GameRankingsで 70.66%の評価点を獲得し、Metacriticでの評価は100点満点中70点だった 。
『ファミ通』でのクロスレビューは10点満点評価で、9点, 9点, 8点、8点で、合計で40点満点中34点だった。
Destructoidのデイル・ノースは、「ファンがいることがうなずけるほど、中身のしっかりしたゲームである。見逃しようのない不具合や、ボリューム不足のせいもあって何度も遊びたいと思うような作品ではないが、遊んでいて楽しかった」と評し、10点満点中7点をつけた。

GamesRadarのブリタニー・ヴィンセントは5つ星評価のうち3つ星をつけ、ヴィンセントは、「色鮮やかで、性急で、エネルギーに満ち溢れているが、ダンジョンをまわる旅と大差がないように思えた。何か作業がしたいならば、デモンゲイザーとして旅をすることよりもほかにいいことがあるはずだ。」と評した 。
GameSpotのハイジ・ケンプスは、10点満点中7点をつけ、戦闘やダンジョン探索、キャラクターに関しては楽しめたとした一方、ストーリーやビジュアル面、ファンサービスの過多に対しては厳しい意見を述べた 。

IGNのJosiah Renaudinは10点満点中7.2点をつけ、戦闘やキャラクターについて評価した一方、ビジュアル面における独創性の欠如や、個性のない建造物に対しては厳しい意見を述べた 。
Hardcore Gamerのマーカス・エストラーダは5点満点中4点をつけ、本作を「かなり機械的なまでに堅固なダンジョン探索ゲーム」と呼び、「楽しむにあたって一番のハードルは過剰なまでのファンサービスに耐えられるか否かである」と評した。
ジ・エスケイピストのジム・スターリングは本作に対してさらに好意的な評価を寄せ、「しばらくの間遊んでいられるほど、簡単にハマるゲームの一つ」として勧められると述べ、5点満点中4.5点をつけた。

一方、イギリスの新聞ガーディアンはスターリングとは対照的に5点満点中2点という低評価をつけ、「『デモンゲイズ』はVitaのオンライン機能をうまく活用しており、プレイヤー間でゲームの中の秘密や危険に対するアドバイスをやり取りすることができるが、ぱっとしないパッケージに対する埋め合わせとしては不十分である」と評した。
ユーザーからはデモンを召喚獣ではなくパーティーメンバーとして運用したいという要望がエクスペリエンスに寄せられた。
また、ヒロインであるフランの守銭奴ぶりや、主人公とフランの関係が深くなりすぎることに対する否定的な意見が寄せられた。